# Kovářov
Kovářov è un comune della Repubblica Ceca facente parte del distretto di Písek, in Boemia Meridionale.

## Galleria d'immagini

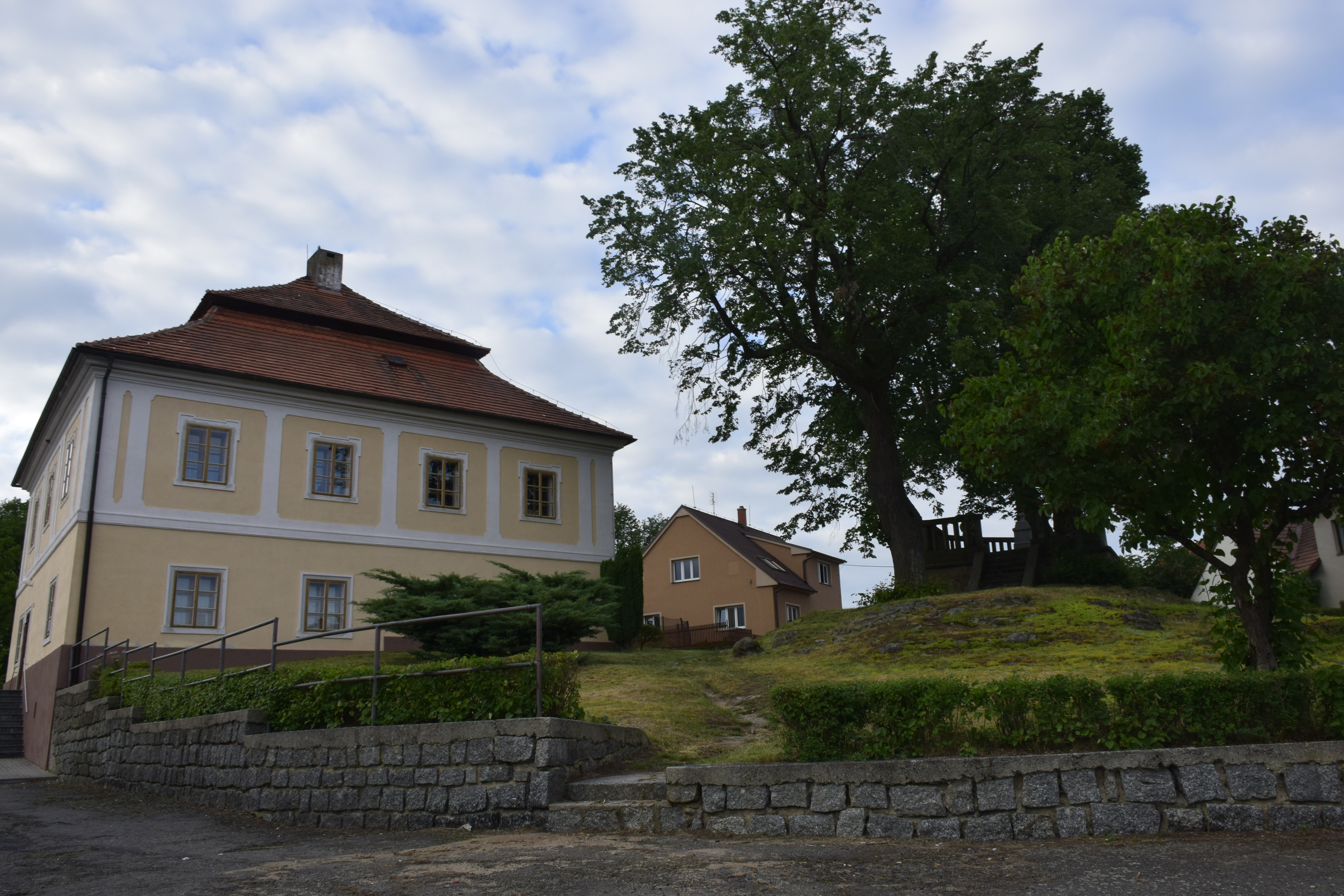
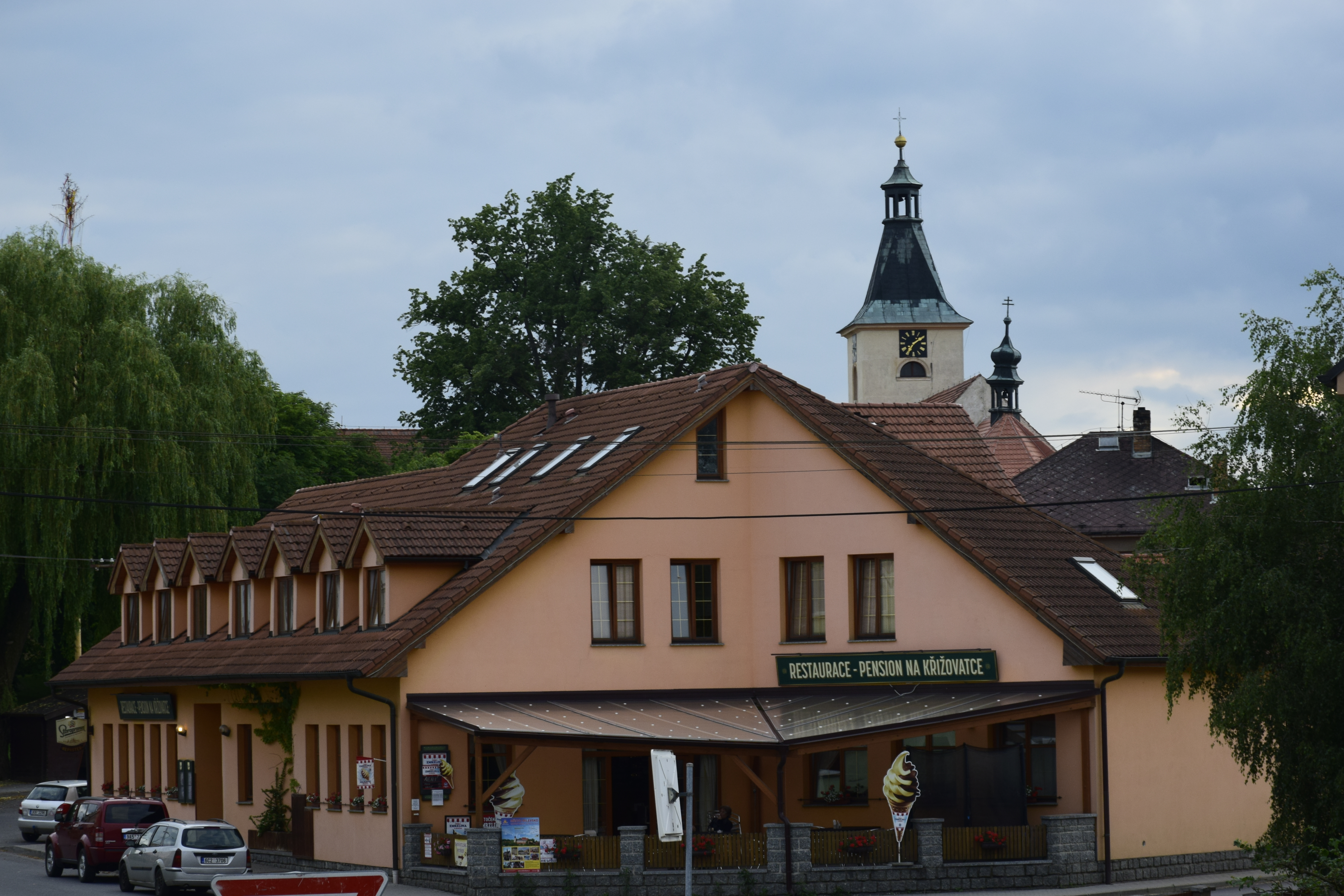
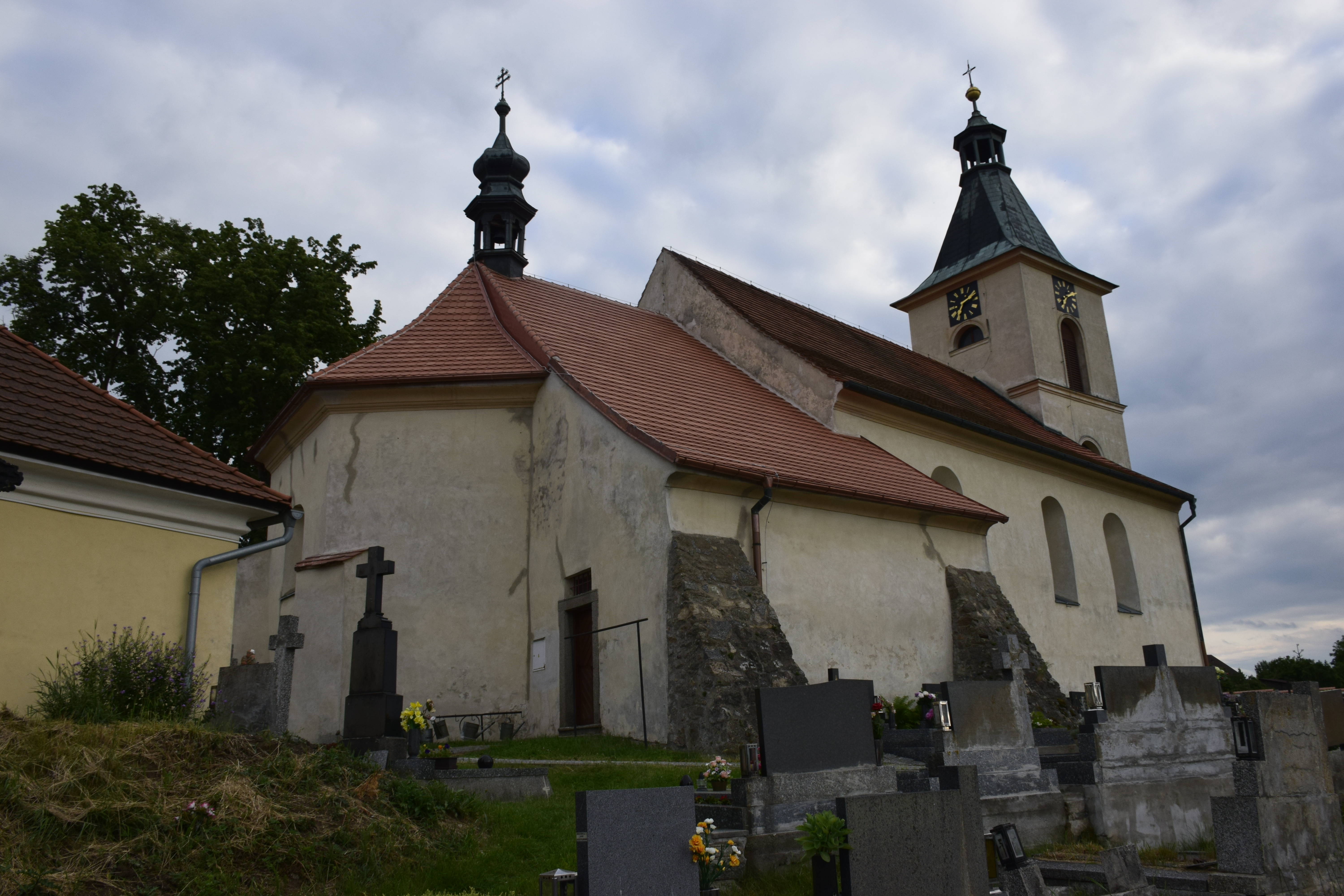